# ألاني
كانت ألاني (بالإنجليزية: Allani)‏، المعروفة أيضًا باسمها الأكادي ألاتو (أو ألاتوم)، إلهة حورية للعالم السفلي، وتم دمجها في آلهة الحثيين وبلاد ما بين النهرين أيضًا.